# Die große Schlacht des Don Camillo
Die große Schlacht des Don Camillo (Originaltitel: Don Camillo e l’onorevole Peppone) ist eine von Carmine Gallone inszenierte Filmkomödie, die 1955 als italienisch-französische Koproduktion entstand. Der Film schließt an Don Camillos Rückkehr an. Gedreht wurde im April und im Mai, Uraufführung war am 18. November 1955.

## Handlung
In dem kleinen Ort Brescello in der Poebene geht der schier unendlich erscheinende Kleinkrieg zwischen dem katholischen Dorfpfarrer Don Camillo und dem kommunistischen Bürgermeister Giuseppe Bottazzi, genannt Peppone, in eine neue Runde. Dieses Mal dreht sich alles um die Wahl eines Abgeordneten für das italienische Parlament. Peppone kandidiert für die von ihm vertretene Kommunistische Partei. Don Camillo betrachtet dies alles andere als wohlwollend und sabotiert den Wahlkampf nach seinen Möglichkeiten.
Daneben haben die beiden miteinander jedoch noch andere Zwistigkeiten auszutragen.
Zunächst benötigt Peppone für seine Kandidatur einen Nachweis über einen Volksschulabschluss, den er nie erlangt hat. Als er in der Prüfung Schwierigkeiten mit der Lösung einer Aufgabe hat, erpresst ihn Don Camillo mit der Lösung, er zwingt Peppone, der Kirche Gemeindeland für eine Kapelle abzutreten.
Dies ist bereits wieder vergessen, als sich Peppone kurz darauf weigert, einen Hof räumen zu lassen, auf dem einer seiner Genossen wohnt. Dieser Hof wurde von einem Bauern gekauft und Don Camillo quartiert diesen daraufhin mit Frau, Kind und Tieren vor dem Rathaus ein. Das Ganze mündet schließlich in einem missglückten Versuch von Peppone, eine Brücke zu sprengen. Don Camillo unterbindet dies und hilft seinem Widersacher schließlich, einen versteckten Panzer, einen M24 Chaffee aus dem Zweiten Weltkrieg, fortzuschaffen. Es stellt sich heraus, dass genau wegen dieses Panzers der Besitzerwechsel von Peppone verhindert werden sollte.
Kurz darauf macht Don Camillo Peppone bei einer Wahlkampfveranstaltung durch die Verunstaltung eines Banners mit seinem Konterfei lächerlich. Peppones Rache lässt nicht lange auf sich warten: Er lässt Don Camillos Hühner stehlen und schlachten. Da er zur fraglichen Zeit im Pfarrgarten gesehen wurde, nahm man irrtümlich an, dass er der Hühnerdieb gewesen sei. So kommt er vor Gericht, wo Don Camillo wiederum als Retter auftritt und seinem Gegenspieler ein Alibi verschafft. Dies sorgt aber nur kurzfristig für Entspannung.
Schließlich muss Don Camillo als Geistlicher zwischen den Eheleuten Bottazzi vermitteln, da Peppones Ehefrau ihren Mann der Untreue verdächtigt. Clotilde Mari, die Sekretärin der kommunistischen Bezirksparteileitung, scheint es diesem angetan zu haben, allerdings besinnt sich Peppone auf seine Pflichten als Ehemann. Mithilfe von Don Camillo kann er seine Frau schließlich wiederfinden und besänftigen.
Am Ende gewinnt Peppone die Wahl und wird Abgeordneter seiner Partei. Dies bedeutet aber das Ende seiner Amtszeit als Bürgermeister und den Abschied von seiner Heimat. Am Tag seiner Abreise nach Rom wird er einerseits von seinen Genossen gefeiert, andererseits u. a. von seiner Frau verachtet. Don Camillo, der den Zug an der nächsten Station abpasst, bringt Peppone schließlich zur Vernunft mit dem Argument, er möge bedenken, was er alles zurücklasse. Peppone steigt also aus dem Zug aus und folgt Don Camillo zurück ins Dorf und in sein bisheriges Leben …

## Synchronisation
Die Synchronfassung entstand 1955 bei der Viva Film in Berlin. Für das Dialogbuch und die Regie war, wie bei den beiden Filmen Don Camillo und Peppone und Don Camillos Rückkehr, Georg Rothkegel verantwortlich. Fernandel wurde diesmal von Klaus W. Krause synchronisiert, der in den ersten beiden Don-Camillo-Filmen Alexandre Rignault als Nero seine Stimme lieh.
| Darsteller       | Rolle                                | Synchronsprecher  |
| ---------------- | ------------------------------------ | ----------------- |
| Fernandel        | Don Camillo                          | Klaus W. Krause   |
| Gino Cervi       | Giuseppe Bottazzi, genannt „Peppone“ | Werner Lieven     |
| Leda Gloria      | Signora Bottazzi                     | Carla Carlsen     |
| Carlo Duse       | Le Bigio                             | Franz Nicklisch   |
| Umberto Spadaro  | Bezzi, der Bauer                     | Walter Bluhm      |
| Memmo Carotenuto | Le Spiccio                           | Heinz Welzel      |
| Marco Tulli      | „Smilzo“ Stefano Sibeldi             | n.n               |
| Saro Urzì        | Brusco, der Friseur                  | Stanislav Ledinek |
| Claude Sylvain   | Clotilde Mari                        | Sigrid Lagemann   |
| Guido Celano     | Feldwebel der Carabinieri            | Franz Arzdorf     |
| Giovanni Onorato | Lungo                                | n.n               |
| Jean Debucourt   | Stimme von Jesus                     | Ernst Kuhr        |
| Luigi Tosi       | der Präfekt                          | Arnold Marquis    |
| Stefano Alberici | Peppone junior                       | n.n               |
| Gaston Rey       | Bolini                               | n.n               |

## Kritik
„Viel vergnüglicher Klamauk und eine Prise weltanschaulicher Vernunft in einem volkstümlichen Lustspiel, dem aber der hintergründige Humor der vorhergehenden Filme fehlt.“